# شرکت مخابرات امارات متحده عربی
شرکت مخابرات امارات متحده عربی با نام تجاری اتصالات-(به انگلیسی: Etisalat)
این شرکت اماراتی به ۱۸ کشور، در اسیا خاورمیانه و افریقا خدمات مخابراتی و ارتباطاتی ارائه می‌دهد. شرکت اتصالات در فوریه ۲۰۱۲ به عنوان پانزدهمین اپراتور بزرگ تلفن همراه با بیش از ۱۳۵ میلیون مشترک در جهان شناخته شد. مجله فوربس خاورمیانه اتصالات را به عنوان قویترین شرکت اماراتی در سال۲۰۱۲ معرفی کرد. شرکت ارتباطاتی du رقیب شرکت اتصالات است.
اتصالات بزرگترین شرکت فراهم‌کننده خدمات اینترنتی در خاورمیانه بوده و بیشترین ترافیک تلفن همراه را در خاورمیانه و افریقا در اختیار دارد و دوازدهمین شرکت در زمینه انتقال اطلاعات صوتی (صحبت کردن با موبایل یا گفتگوی اینترنتی)در جهان را داراست. از اکتبر ۲۰۰۸ اتصالات بیش از ۵۱۰ توافق‌نامه برای پوشش رومینگ بین‌المللی در ۱۸۶ کشور جهان به اجرا دراورد. همچنین این شرکت جی پی ار اس و نسل سوم تلفن همراه ۳G را فعال کرد و با شرکت بلک بری همکاری خود را آغاز کرد.اتصالات فراهم‌کننده خدمات POP در نیویورک لندن امستردام پاریس فرانکفورت وسنگاپور است.در دسامبر ۲۰۱۱ اتصالات اعلام کرد نسل چهارم تلفن همراه 4G را گسترش خواهد داد.

## تاریخچه
شرکت مخابرات اتصالات در سال ۱۹۷۶ به عنوان یک شرکت مخابراتی سهامی عام با مشارکت شرکت "International Aeradio"و یک شرکت انگلیسی و شرکای محلی تأسیس شد.در سال ۱۹۸۳ ۶۰درصد از سهام اتصالات به دولت امارات متحده عربی واگذار و ۴۰ درصد ان به فروش عمومی رسید.در سال ۱۹۹۱ دولت مرکزی امارات به موجب قانون فدرال صادر شده شماره۱:به اتصالات اجازه داد تا خدمات ارتباطات از راه دور بی سیم را برای امارات و سایر کشورهای منطقه فراهم کند به موجب این قانون اتصالات به صورت انحصاری برای واردات، تولید، یا استفاده از تجهیزات مخابراتی در امارات برگزیده شد.بااین اختیارات اتصالات عملاً به غول مخابراتی و بی‌رقیب امارات متحده عربی تبدیل شد.
افزایش خطوط ارتباطاتی از ۳۶،۰۰۰ مورد در سال ۱۹۷۶ به بیش از ۷۳۷٫۰۰۰ در سال ۱۹۹۸ یکی از شاخص‌های مهم رشد و توسعه شبکه اتصالات بوده‌است.مجله فاینشنال تایمز اعلام کرد که اتصالات توانسته رتبه۱۴۰ را از بین ۵۰۰ شرکت با ارزش در جهان را کسب کند و همچنین مجله الشرق الاوسط چاپ لندن اتصالات را ششمین شرکت بزرگ به لحاظ درآمد و سود اوری در خاورمیانه معرفی کرد. این شرکت بیشترین درآمد را بعد از صنعت نفت برای دولت امارات به ارمغان آورده است و امارات را به عنوان بهترین کشور در زمینه گسترش ارتباطات در خاورمیانه تبدیل کرده‌است که تحسین بسیاری از کشورها در پی داشته اتصالات علاوه بر ارائه خدمات مخابراتی حامی مالی لیگ فوتبال امارات و بسیاری از مراسم اجتماعی در این کشور است.

## خدمات
- ارائه سیم کارت‌های تلفن همراه و کارت‌های هوشمند
- سرویس‌های ای پی تی وی و تلویزیون دیجیتال و خدمات رسانه‌ای خانگی
- خدمات اینترنت پهن باند و اینترنت بی سیم و اینترنت تلفن همراه ۳G,4G
- فروش مودم‌های اینترنتی
- همکاری در زمینه‌های ماهواره‌ای و گسترش کابل‌های اینترنتی منطقه ای

## سرمایه‌گذاری بین‌المللی اتصالات
اتصالات دارای ۱۴ شرکت در آسیا خاورمیانه و افریقا است و بهترین خدمات ارتباطی خود را در زمینه‌های تلفن همراه و سرویس‌های اینترنتی برای بیش از ۳۲ میلیون مشترک خود در کشورهای افغانستان، بنین، بورکینافاسو، افریقای مرکزی، گابن، هند (لغو شده)، اندونزی، ایران (لغو شده)، ساحل عاج، مصر، نیجر، نیجریه، عربستان سعودی، سودان، تانزانیا، توگو، سریلانکا و پاکستان ارائه می‌کند.

## اتصالات در ایران
در ژانویه ۲۰۰۹ شرکت اتصالات در رقابت با تأمین تله کام وابسته به سازمان تأمین اجتماعی ایران برنده مناقصه شد و به عنوان سومین سرویس دهنده تلفن همراه بعد از همراه اول و ایرانسل انتخاب شد و مجوز ایجاد نسل سوم تلفن همراه در ایران را بمدت دو سال دریافت کرد اما در سپتامبر ۲۰۰۹ به دلایل نامعلومی مجوز لغو شد و رایتل به عنوان اپراتور سوم تلفن همراه اعلام شد.اتصالات قصد داشت تا در طول ۵ سال ۵ میلیارد دلار در بخش ارتباطات و تلفن همراه ایران سرمایه‌گذاری کند.